# 十三陵景区站

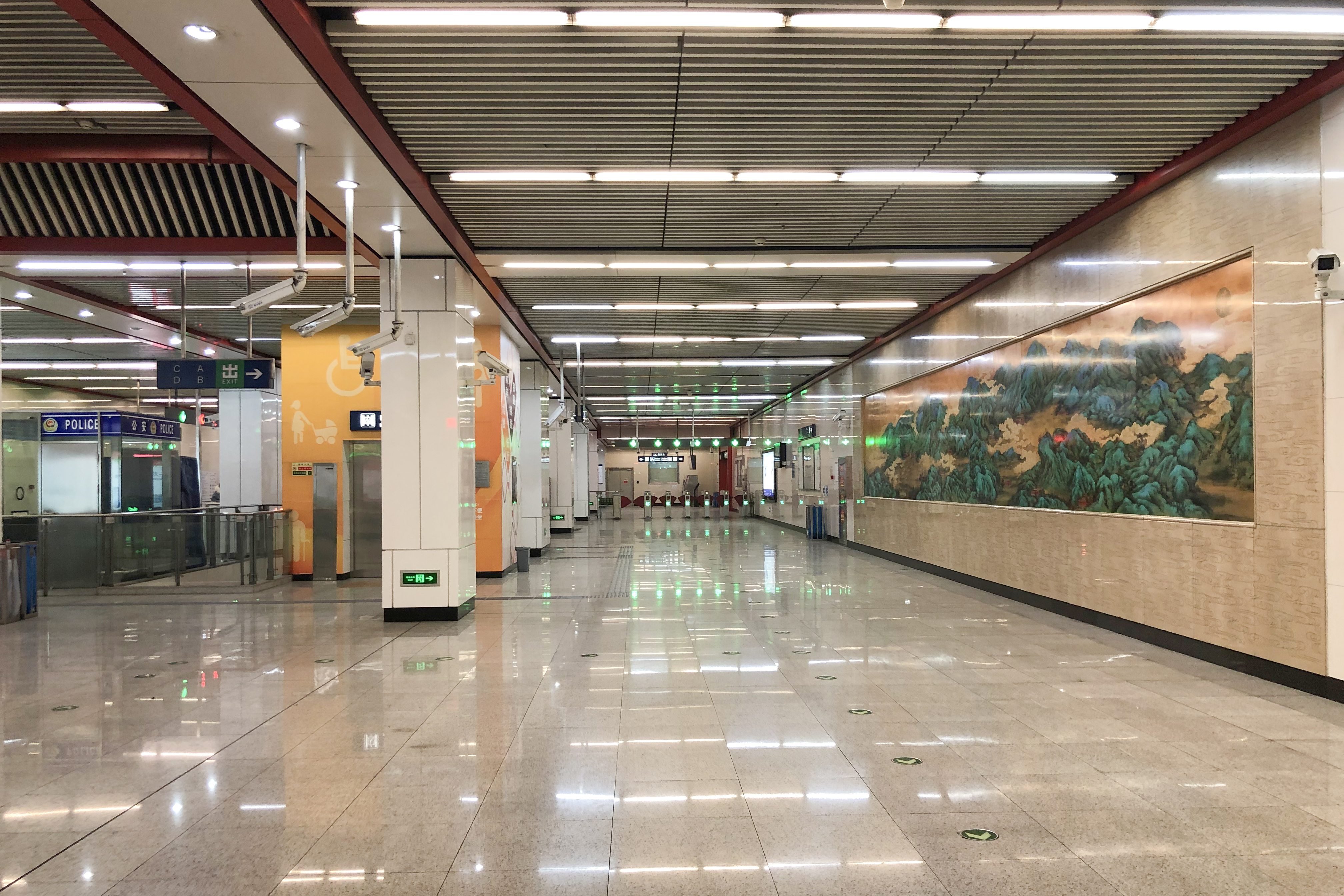
十三陵景区站站厅（2021年3月摄）

十三陵景区站是一个位于中国北京市昌平区十三陵镇澗頭村，属于北京地铁昌平线的地铁车站。该站于2015年12月26日随昌平线二期开通而投入使用。

## 概况
车站位于北京市昌平区十三陵镇，西关环岛以北、十三陵景区以南，大致呈东南-西北走向布置。车站并不设在十三陵景区内，而是距离十三陵景区有大约4公里的路程，以远离陵寝保护范围。游客如从此站前往十三陵则还需转乘其他交通工具。由于道路条件原因，截至2024年车站仍未开通接驳车前往十三陵景区，前往景区的乘客大多坐回昌平城区换乘其他地面公交。

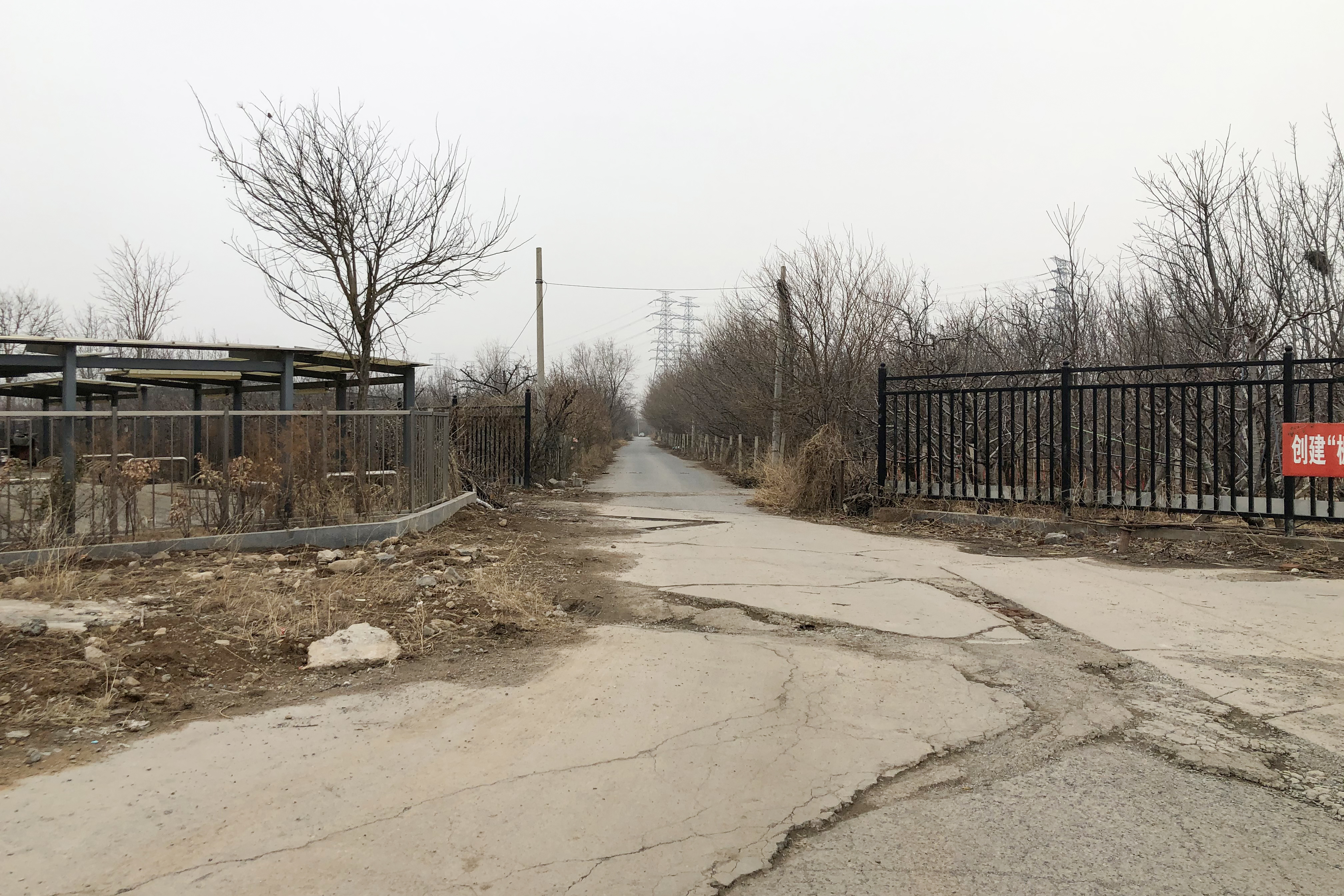
车站南侧的联外道路
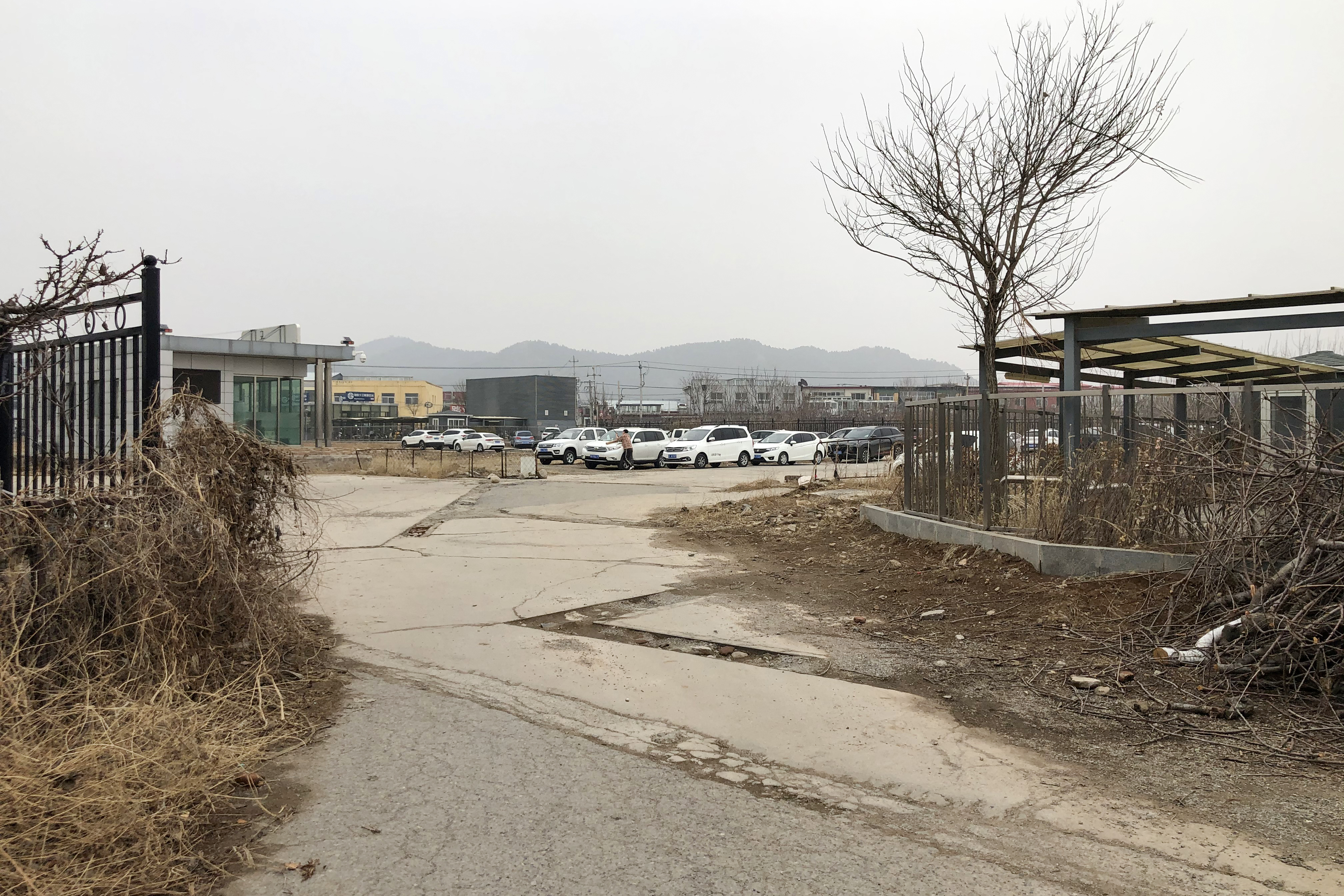
由南侧道路拍摄车站广场
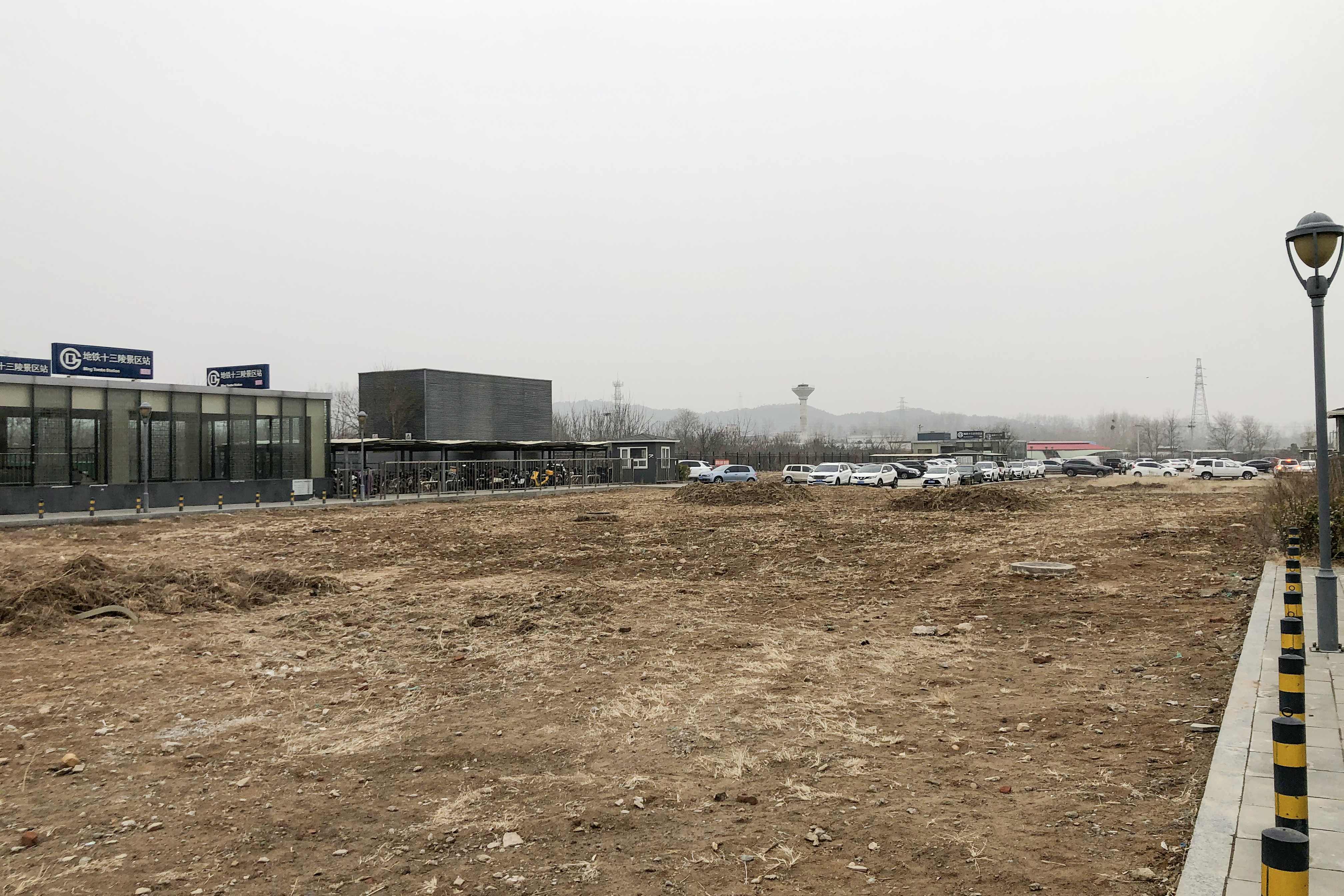
车站广场

## 结构
车站为地下二层车站，地下一层为站厅层，地下二层为站台层。岛式站台布置，中部有2组通向站厅的扶梯。

### 站台结构图
| 地面 |                    | 出入口                           |  |  |
| B1层 | 昌平线站厅         | 客服中心、自动售票机、进出站闸机 |  |  |
| B2层 |                    | 昌平线 往昌平西山口 （终点站）   |  |  |
|      | 岛式站台，左侧开门 |                                  |  |  |
|      |                    | 昌平线 往蓟门桥 （昌平）         |  |  |

## 出入口
车站共有4个出入口，直梯位于C口。
|                       |      |                  |      |            |
| 编号                  | 指示 | 建议前往的目的地 | 照片 | 无障碍设施 |
| 出口 · A              |      |                  |      | 不適用     |
| 出口 · B              |      |                  |      | 不適用     |
| 出口 · C · 升降机标志 |      |                  |      |            |
| 出口 · D              |      |                  |      | 不適用     |
| 註： 設有             |      |                  |      |            |

## 车站周边
- 明十三陵景区
- 北京联合大学昌平校区